# لامونت غرين
لامونت غرين (بالإنجليزية: Lamont Green)‏ هو لاعب كرة قدم أمريكية أمريكي، ولد في 10 يوليو 1976 في ميامي في الولايات المتحدة.

## وصلات خارجية
- لامونت غرين على موقع مرجع كرة القدم المحترفة.كوم (الإنجليزية)